# Kunčičky
Kunčičky (polsky Kończyce Małe, německy Klein Kuntschitz) jsou bývalá obec ležící na území Ostravy. V současné době jsou katastrálním územím a evidenční částí města Ostravy, spadající do městského obvodu Slezská Ostrava.

## Historie

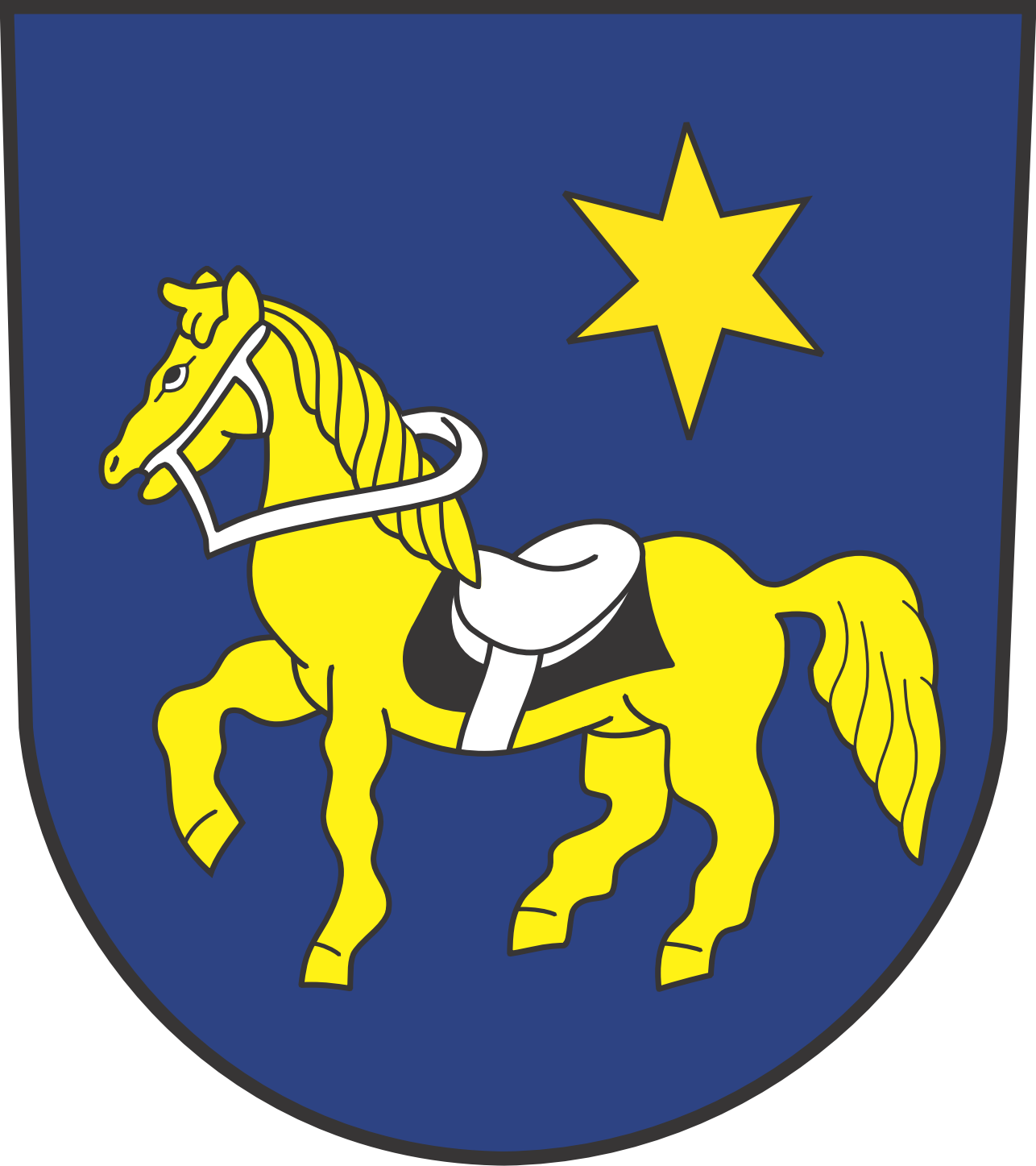
Znak ostravské místní části Kunčičky

První písemná zmínka pochází z roku 1380. V té době se jim říkalo Nové Kunčice nebo Malé Kunčice, aby se odlišily od starších Velkých Kunčic. V první polovině 16. století zde byl postaven zámek, ten však 16. března 1899 vyhořel do základů a už nikdy nebyl obnoven. Až do roku 1673 byly součástí Slezské Ostravy, poté se na několik let osamostatnily. V roce 1849 byly Kunčičky spolu se Zámostím připojeny ke Slezské Ostravě. V roce 1866 se osamostatnily. K Moravské Ostravě byly připojeny 1. července 1941.
Až do první poloviny 19. století se jednalo o zemědělskou obec. Vlastní školy se obec dočkala v roce 1898. V témže roce byla na jámě Alexander zahájena těžba uhlí, která v letech 1890–1910 způsobila zvýšení počtu obyvatel o skoro čtyři tisíce. Jáma byla v roce 1926 připojena k sousednímu Dolu Zárubek.
Obec byla během druhé světové války osvobozena Rudou armádou dne 1. května 1945. V okolí jámy Alexander začaly v roce 1948 rozsáhlé terénní práce zaměřené na vytvoření rekreačního areálu pro Ostravany. Ten byl dokončen v roce 1950 a pod názvem Park oddechu a koupaliště slavnostně předán k užívání při oslavách Dne horníků. V blízkosti areálu byla vybudována zoologická zahrada.
Park oddechu byl roku 1951 přejmenován na Sad Maxima Gorkého. Zoologická zahrada v Kunčičkách byla v provozu do roku 1960. Z kapacitních důvodů byla poté přesunuta z Kunčiček do slezskoostravské Stromovky. Důl Alexander, nacházející se na území obce, ukončil svou těžební činnost v roce 1992. Roku 2001 byl poté prohlášen za kulturní památku. Po dobu těžby uhlí se celkový počet obyvatel obce pohyboval okolo pěti tisíc. Po ukončení těžební činnosti v Ostravě na konci 20. století se nejen Kunčičky potýkaly s nadměrným úbytkem obyvatelstva. Současný počet obyvatel obce je necelé dva tisíce.

## Další části Slezské Ostravy
- Antošovice
- Heřmanice
- Hrušov
- Koblov
- Kunčice
- Muglinov
- Slezská Ostrava
- Důl Alexander

## Osobnosti
- Oldřich Mikula, český voják